# Sindlis
Sindlis (altgriechisch Σίνδλις) war ein griechischer Vergolder aus Termessos in Pisidien, der im 2. Jahrhundert tätig war.
Er ist nur von einer Inschrift einer in Termessos gefundenen Statuenbasis bekannt, die eine Marmorstatue zu Ehren von Zeus Solymeus trug. Die Inschrift zeichnet ihn als Sohn eines Masnanisbos aus.